# Nepenthes ventricosa
Nepenthes ventricosa é uma planta carnívora nativa das Filipinas, que vive em altitudes entre 1.200 e 1.500 metros, em florestas tropicais.
Ela usa o mesmo sistema de captura das outras constituintes do gênero botânico Nepenthes. Em volta da borda de uma folha modificada dela há uma substância líquida, escorregadia e doce. Quando um inseto (formigas, moscas, borboletas, libélulas e besouros) sobe ou pousa na borda, atraída pelo açúcar, cai no interior da planta, onde é dissolvida por sucos gástricos que chegam a ter Ph 2,95. Elas fazem esse suco gástrico pegando água das chuvas e misturando-a com acidos que existem na parede "estômacal".